# 世宗特別自治市消防本部
世宗特別自治市消防本部（セジョンとくべつじちししょうぼうほんぶ）は、大韓民国世宗特別自治市を管轄区域とする消防本部である。

## 沿革
- 2008年12月24日 - 公州消防署から分離して燕岐消防署を新設[1]。
- 2012年7月1日 - 世宗特別自治市消防本部を燕岐消防署に新設。燕岐消防署は廃止。清州西部消防署から芙蓉119安全センターを編入。芙江119安全センターに改称。[1]。
- 2015年6月29日 - 消防本部を鳥致院邑から移転。 鳥致院邑に鳥致院消防署を設置。

## 本部組織
- 消防本部長（地方消防准監）
  - 消防行政課（課長は地方消防正）
  - 対応予防課（課長は地方消防領）
  - 119総合状況室（室長は地方消防領）

（2017年2月6日現在）

## 消防署
世宗特別自治市消防本部には2消防署のもと、8の119安全センターがある。

### 組織
- 署長（地方消防正）
  - 消防行政課（課長は地方消防領。以下同じ）
  - 対応予防課
  - 119特殊救助団（団長は地方消防領）：世宗消防署のみに置く。
  - 119安全センター
  - 119救急隊

### 消防署一覧
各消防署及び所属119安全センターの名称は以下の通り。
| 消防署       | 119安全センター                  |
| ------------ | -------------------------------- |
| 鳥致院消防署 | 鳥致院、全義、芙江、燕西         |
| 世宗消防署   | オジン、アルム、ハンソル、ポラム |

（2017年2月6日現在）